# Гореній Подборшт (Мирна Печ)
Гореній Подборшт (словен. Gorenji Podboršt) — поселення в общині Мирна Печ, регіон Південно-Східна Словенія, Словенія.